# Тимченко Руслан Олегович
Русла́н Оле́гович Ти́мченко (17 лютого 1984, Згурівка — 30 січня 2015, Дебальцеве) — солдат Збройних сил України, учасник російсько-української війни.

## Життєпис
Закінчив Усівську неповну СШ, 2002 року призваний на строкову службу, проходив службу в повітрянодесантних військах, місто Житомир.
3 серпня 2014 доброволець, навідник, 128-ма окрема гірсько-піхотна бригада.
30 січня 2015-го загинув під час обстрілу, що вели терористи з РСЗВ БМ-21 «ГРАД», базового табору бригади під Дебальцевим, БМП Тимченка натрапила на міну.
Без Руслана лишились батьки, дружина, 7-річний син Іван.
8 лютого 2015-го похований у селі Усівка, Згурівський район (нині Броварський район). 6—8 лютого 2015-го в Згурівському районі оголошені днями жалоби.

## Нагороди та вшанування
- Указом Президента України № 282/2015 від 23 травня 2015 року, «за особисту мужність і високий професіоналізм, виявлені у захисті державного суверенітету та територіальної цілісності України, вірність військовій присязі», нагороджений орденом «За мужність» III ступеня (посмертно)[1].
- Нагороджений Почесною відзнакою «За заслуги перед Згурівщиною» (посмертно).
- У 2015 році в селі Усівка на будівлі навчально-виховного комплексу, де навчався Руслан, йому відкрито меморіальну дошку.
- Вшановується в меморіальному комплексі «Зала пам'яті», в щоденному ранковому церемоніалі 30 січня[2][3].